# Bombardiranje Beograda u Drugom svjetskom ratu
Bombardiranje Beograda u Drugom svjetskom ratu dogodio se u dva navrata, 1941. i 1944. godine. Prvi put grad je bombardiralo ratno zrakoplovstvo Trećeg Reicha, a tri godine kasnije, savezničko zrakoplovstvo.

## Bombardiranje 1941.
U ožujku 1941. Kraljevina Jugoslavija pristupila je paktu sa Silama osovine. Uslijedili su prosvjedi u zemlji i državni udar kojim je s vlasti svrgnut knez Pavle Karađorđević. Zemlja se približila zapadnim Saveznicima, i to u trenutku kada je Hitler namjeravao započeti Operaciju Barbarossa protiv Sovjetskog Saveza. Hitler je osobno, 27. ožujka, donio odluku da se bombardira Beograd i okupira Jugoslavija. Izvršenje zadatka je povjereno 4. zračnoj floti. Operacija je imala tajni naziv „Kazneni sud“ (njemački "Strafgericht"). Predviđajući rat, jugoslavenska Vlada je Beograd proglasila „otvorenim gradom“.
6. travnja 1941., u 6:30 ujutro, bez objave rata, sile Trećeg Reicha su napale Kraljevinu Jugoslaviju. Luftwaffe je bombardirala Beograd koristeći 234 bombardera i 120 lovaca (ukupno 484 aviona 6. i 7. travnja). Avioni su poletjeli iz Beča, Graza i Arada. Grad je bombardiran u četiri naleta 6. travnja, i ponovo 7, 11. i 12. travnja 1941. Upotrijebljeno je oko 440 tona zapaljivih bombi.
Beogradska protuzračna obrana nije se mogla mjeriti s teškim naoružanjem nacističke avijacije. Ipak, oborili su 90-ak neprijateljskih borbenih zrakoplova.

### Posljedice
U bombardiranju Beograda 1941. poginulo je 2.274 ljudi, dok je broj ranjenih mnogostruko veći. Tisuće zgrada je oštećeno u manjem ili većem razmjeru, uključujući Narodnu knjižnicu, koju je uništila vatra.
Njemačke snage ušle su u Beograd 12. travnja 1941. bez većeg otpora. Predvodi ih Fritz Klingenberg.

### Spomenici
U okviru kompleksa Novog groblja u Beogradu, u neposrednoj blizini Sjevernog bulevara, 1966. godine formirano je Spomen groblje stradalih u travanjskom bombardiranju Beograda 1941. godine. Autorica spomen groblja bila je arhitekta Milica Momčilović. 29 mramornih ploča nalazi se na osam ozidanih betonskih humki, koje podsjećaju na rovove u kojima su primarno sahranjivani nastradali. Na posebnim pločama ispisana su imena 646 identificiranih žrtava i podaci o 909 neidentificiranih muškaraca, 393 žene i 59 djece.

## Bombardiranje 1944.
Građani Beograda su morali podnijeti znatne žrtve i zbog savezničkog bombardiranja, posebno u proljeće i jesen 1944. godine. Američko-britansko savezničko bombardiranje sastojalo se od 600 borbenih zrakoplova koji su polijetali iz Foggie i izbacivali bombe s visine 16. i 17. travnja, a znamenito je što se također pokolopilo s pravoslavnim Uskrsom, kao i 1941. Jedna od meta bio je i koncentracijski logor Sajmište. 
Porušeni su mnogi objekti, stambene zgrade, srušeni svi mostovi na Savi i Dunavu, a život je izgubilo 1.160 građana. Nakon oslobođenja Beograda u listopadu 1944., savezničko bombardiranje je prestalo.

## Filmovi
- Godine 1945. Nikola Popović je snimio prvi poslijeratni dokumentarni film pod naslovom Odmazda Beograda.
- Radomir Milojković je prvi snimio razrušen grad. Njegovi snimci su prvi put prikazani u filmu Marka Bapca iz 1978. pod naslovom Kada je nebo bilo crno nad Beogradom.
- Bombardiranje Beograda tematika je završne scene Tko to tamo pjeva, komedije apsurda Dušana Kovačevića iz 1980. godine.

## Poveznice
- Travanjski rat
- NATO-ovo bombardiranje SRJ

## Vanjske poveznice
- Video izvještaj o bombardiranju Beograda  Arhivirana inačica izvorne stranice od 18. listopada 2010. (Wayback Machine)

Sestrinski projekti
|  | Zajednički poslužitelj ima još gradiva o temi Bombardiranje Beograda u Drugom svjetskom ratu |